# Složene države
Složene države su države koje tvore više političko-teritorijalnih jedinica, bez obzira na ustavnopravni položaj tih jedinica.  
U povijesti, različiti oblici udruživanja država javljaju se već u antičkom razdoblju. Grčki polisi često su se, sklapajući saveze, udruživali u lige, simahije ili simpolitije, a razlog je bila zajednička obrana od vanjskog neprijatelja. Zajednička obrana bila je i razlogom povezivanja tri alpska kantona Uri, Switz i Unterwalden, da bi očuvali svoju neovisnost nasuprot snažnim germanskim susjedima. Taj se savez postupno tijekom stoljeća širio sklapanjem novih ugovora, a rezultirao je nastankom Švicarske konfederacije, te njezino kasnije pretvaranje u federaciju (tijekom 19. stoljeća). Američka federacija nastala je pak 1787. godine, donošenjem američkog Ustava, a svoj temeljni ustavni model zasnovan je na shvaćanju o dva konstitutivna elementa federacije - građana i država članica. Od nastanka američke federacije datira i razlikovanje federacije i konfederacije.

U teoriji postoje nekoliko podjela složenih država, a najčešća je:
- personalna unija
- realna unija
- konfederacija (državni savez)
- federacija (federativna ili savezna država).

Klasična ustavnopravna teorija pak navodi unije kao oblike složenih država, pa uz podjelu na federacije i konfederacije, navodi još i podjelu na:
- Personalna unija
- Realna unija
- Zakonodavna unija
- Asimetrične zajednice država:
  - pridružene države
  - asimetrični savezi

Prema nekim teoretičarima i protektorat se ubraja u oblik složenih država, dok se prema međunarodnom pravu on smatra odnosom ovisnosti.
S aspekta međunarodnog prava problem složenih država važan je zbog odgovora na pitanje tko je subjekt međunarodnog prava?.
Neki pravni teoretičari osporavaju mogućnost postojanja složenih država.